# Шотемур, Шириншо
Шириншо́ Шо́темур (тадж. Шириншоҳ Шоҳтемур; 1 декабря 1899, Горно-Бадахшанская автономная область — 27 октября 1937, Москва) — таджикский и советский политический, партийный и государственный деятель. Является одним из отцов-основателей Таджикской ССР. Герой Таджикистана (2006, посмертно).

## Биография
Родился 1 декабря 1899 года в кишлаке Хоса Поршинев Шугнанского бекства Бухарского эмирата — протектората Российской империи. Родился в семье дехканина-бедняка. С детства помогал отцу в его работе, самостоятельную трудовую деятельность начал уже в 13-летнем возрасте подсобным рабочим в пограничном отряде Российской империи на Памире, за время работы в пограничном отряде выучил русский язык. На Памире окончил трудовую педагогическую школу, затем уехал в Ташкент и поступил на педагогические курсы, параллельно работал обычным рабочим в Ташкентском железнодорожном депо — в важнейшей станции Ташкентской железной дороги, кроме того успел поработать в одном из ташкентских заводов, также подрабатывал разнорабочим. В период жизни в Ташкенте выучил узбекский язык, обрёл множество друзей и знакомых.
Выступал за свержении эмирата и монархии, являясь членом движения младобухарцев будучи в Ташкенте. После падения Бухарского эмирата в результате Бухарской операции августа-сентября 1920 года, в 1921 году вступил в РКП(б), принимал участие в хлеборазвёрстке в Ходжентском уезде БНСР. В том же году он в составе военно-политической тройки был послан в родной Памир, участвовал в установлении советской власти пришедшей на замену ликвидированного эмирата Бухарской Народной Советской Республики. В 1921—1924 годах был председателем Революционного комитета на Памире, а после отъезда в 1923 году начальника особого отдела Памирского отряда Таричана Дьякова, заменил его, продолжая работать председателем ревкома.
Скептически отнёсся к ликвидации БНСР и образования не её месте национальных республик, считая невозможным правильно и справедливо осуществить национально-территориальное размежевание Средней Азии, но увидев тщетность своих усилий, смирился с этим. После этого стал одним из ярых сторонников и инициаторов создания национальной республики таджиков в составе Узбекской ССР. После образования Таджикской АССР в составе Узбекской ССР в октябре 1924 года, участвовал в создании первого правительства Таджикской АССР, стал инструктором ЦК КП(б) Таджикской АССР, одновременно руководя таджикской секцией КП(б). В 1925—1927 годах был народным комиссаром Рабоче-крестьянской инспекции[где?], уполномоченным центральной контрольной комиссии и постоянным представителем ЦК КП(б) Узбекской ССР на территории Таджикской АССР. Возглавлял операции по борьбе с «басмачами» и их сторонниками на территории Таджикской АССР, которые боролись против советской власти. Кроме основной работы, на Шотемура по совместительству фактически были возложены обязанности народного комиссара (министра) финансов[где?], председателя взаимопомощи партийцам и руководителя тройки по налаживанию экономики в молодой республике.
В 1927 году был направлен на учёбу в Коммунистический университет трудящихся Востока имени И. В. Сталина в Москве, который окончил в 1929 году. На второй Таджикской областной партийной конференции в начале февраля 1929 года, Шириншо Шотемур заочно был избран членом Таджикского областного комитета партии, а первый пленум обкома партии избрал его ответственным (то есть первым) секретарём Таджикского обкома КП(б) Узбекской ССР.
29 апреля 1929 года II съезд Советов Таджикской АССР принял первую Конституцию республики. Был одним из активных сторонников самостоятельности таджикской республики от узбекской республики. В конце 1929 году Шириншо Шотемур с несколькими активистами смог убедить партийное руководство Узбекской ССР и СССР в необходимости создания самостоятельной таджикской республики, которая бы вошла на правах союзной республики в состав СССР. В итоге III чрезвычайный Съезд Советов СССР 16 октября 1929 года утвердил Декларацию о преобразовании Таджикской АССР в самостоятельную Таджикскую ССР, в состав которой вошли Горно-Бадахшанская автономная область, Гармский, Гиссарский, Кулябский, Курган-Тюбинский, Пенджикентский и Ура-Тюбинский округа с населением примерно миллион 150 тысяч человек. Таким образом, Таджикская ССР стала седьмой по счёту полноправной союзной республикой в составе СССР. Вместе с тем, Шириншо Шотемур и его сторонники выступали за присоединение к Таджикской ССР Ходжентского, Самаркандского, Бухарского и Сурхан-Дарьинского округов, которые оставались в составе Узбекской ССР. В этот период шли ожесточённые споры среди двух республик в посредничестве с центральным руководством о принадлежности этих округов. В итоге к Таджикской ССР был передан лишь Ходжентский округ, на который Шириншо Шотемур и его сторонники особенно сильно настаивали, так как он в адрес Политбюро ЦК ВКП(б) в частности писал — «мы особенно заостряем вопрос о присоединении к Таджикистану Ходжентского округа, который в данное время находится в Узбекистане, что целиком соответствует политическим и экономическим интересам Таджикистана и этого округа».
На первом учредительном съезде КП(б) Таджикской ССР 6—15 июня 1930 года Шириншо Шотемур был избран вторым секретарём ЦК КП(б) Таджикской ССР. В 1932 году по его настойчивой просьбе он был откомандирован на учёбу в Институт красной профессуры в Москву, но в декабре 1933 года он был отозван с учёбы и избран председателем Президиума ЦИК Таджикской ССР, а также одним из председателей ЦИК СССР, плюс являлся членом Совета национальностей ЦИК СССР, встречался и общался с Иосифом Сталиным и другими представителями верхушки СССР. На этих постах он проработал до июля 1937 года.

## Вклад в историю

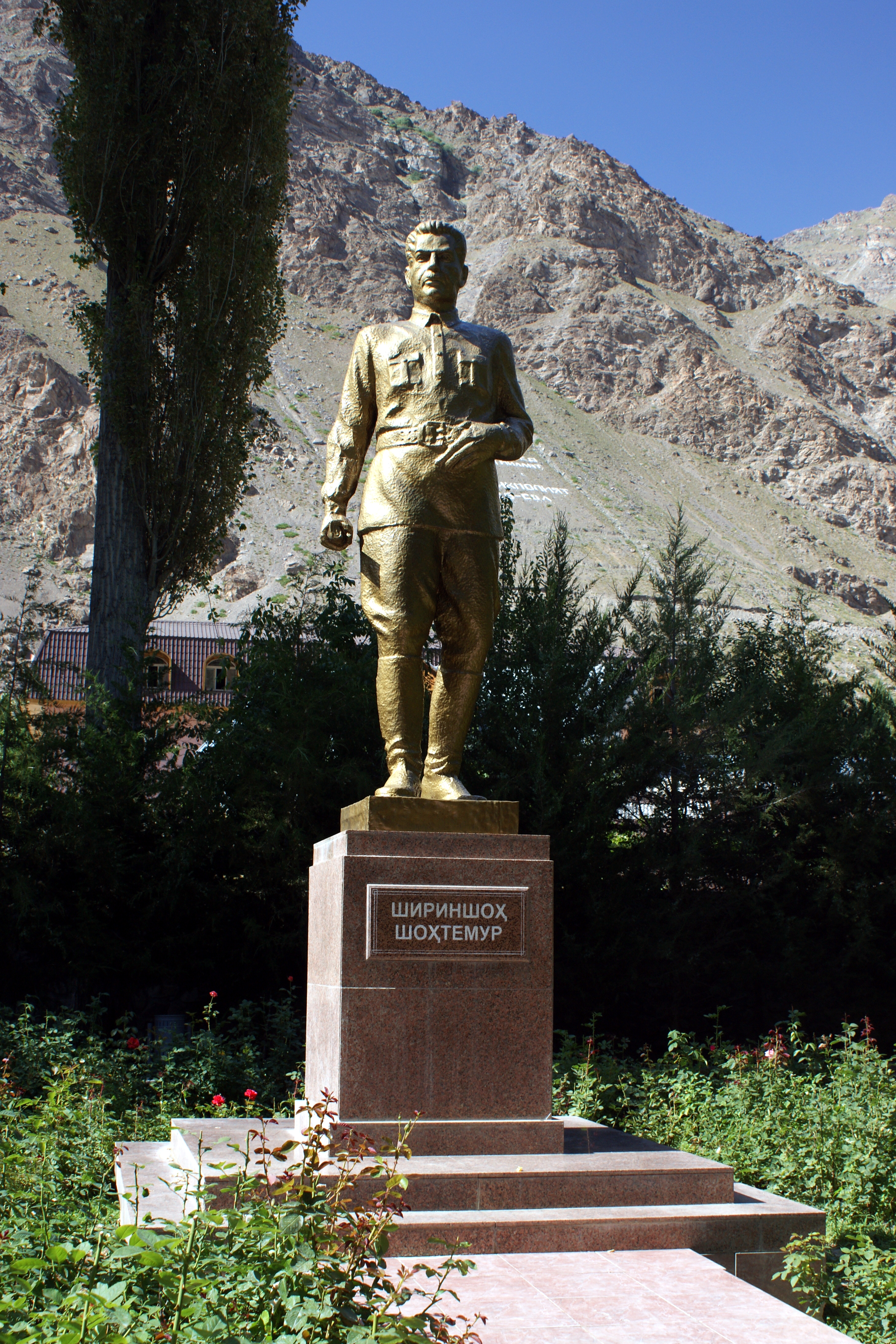
Монумент Шириншо Шотемуру в Хороге

Шириншо Шотемор был одним из главных инициаторов создания ТаССР в составе УзССР в 1924 году. С 1927 года Шотемур был представителем Таджикской АССР в УзССР. В 1929 году Шириншо Шотемур успешно настоял на присоединении Согдийской области к Таджикской АССР. В том же году он инициировал выход Таджикистана из состава Узбекской ССР и создание новой Таджикской Советской Социалистической Республики. Многие советские историки считают, что его инициативы по отделению Таджикистана от Узбекской ССР заставили его соперников сфальсифицировать обвинения против Шотемура, что привело к его смертному приговору. Шириншо Шотемор был награжден престижными государственными наградами при жизни, а также посмертно, в том числе наградами Республики Таджикистан в 1999 и 2006 годах.

## Смерть
9 июля 1937 года Шириншо Шотемур во время нахождения в Москве был арестован НКВД, обвинён по сфабрикованному уголовному делу об участии «в антисоветской националистической организации». 21 октября того же года Военной коллегией Верховного суда СССР приговорён к смертной казни, 27 октября расстрелян на расстрельном полигоне Коммунарка, похоронен в общих могилах Нового Донского кладбища Москвы. Шириншо Шотемур был полностью посмертно реабилитирован Военной коллегией Верховного суда СССР 11 августа 1956 года.

## Награды
Награждён медалью ЦИК Таджикской ССР «За борьбу против басмачества» (1930), орденом «Трудового Красного Знамени» (1935), Указами президента Республики Таджикистан Э. Ш. Рахмонова посмертно награждён орденом «Дружба» (27.08.1999), званием «Герой Таджикистана» (9.09.2006).

## Семья
Жена — Киселёва Александра Михайловна (1900—1944), была сослана в Сибирь, 2,5 года сидела в следственной тюрьме; после 1943 года ей не разрешили поселиться вместе с матерью и детьми. Скончалась у сестры под Кашином от кровоизлияния в мозг в начале июля 1944 г. Реабилитирована ВКВС СССР 11.08.1956 посмертно.
Сыновья: 
- Шириншо Шириншоевич Шотемор, врач-ренгенолог.
- Шотемор Рустам Шириншоевич (Рустам Артурович Авотын) (1936—2020)[4] — в начале 1950-х ему поменяли имя и отчество из-за поступления в авиационный институт, чтобы не было препятствий по политическим причинам. Работал на военном секретном заводе по части самолётостроения, затем там же в системе службы охраны и безопасности.